# Lac Ventadour (rivière Ventadour)
Pour les articles homonymes, voir Ventadour.
Le lac Ventadour est un plan d'eau douce de la partie Sud-Est du territoire de Eeyou Istchee Baie-James (municipalité), en Jamésie, dans la région administrative du Nord-du-Québec, dans la province de Québec, au Canada.
Ce plan d’eau s’étend dans les cantons de Ventadour et de Feuquières. La foresterie constitue la principale activité économique du secteur. Les activités récréotouristiques arrivent en second.
Le bassin versant du lac Ventadour est accessible grâce à la route forestière R1032 (sens Nord-Sud) qui passe du côté Ouest des lacs Gabriel et Ventadour ; en sus, cette route enjambe la rivière Ventadour au sud du lac Ventadour pour aller rejoindre vers le sud la route 212 laquelle passe du côté sud de la vallée de la rivière Ventadour, reliant Obedjiwan à La Tuque.
La surface du lac Ventadour est habituellement gelée du début novembre à la mi-mai, toutefois la circulation sécuritaire sur la glace se fait généralement de la mi-novembre à la mi-avril.

## Géographie
Le lac Ventadour comporte une longueur de 12,5 km, une largeur maximale de 1,4 km et une altitude de 424 m. Ce lac fait sur la longueur constitue un élargissement de la rivière Ventadour laquelle traverse aussi, en amont, le lac Nairn.
Le lac Ventadour est situé à 4,8 km à l’Ouest de la limite des régions administratives du Saguenay-Lac-Saint-Jean et Eeyou Istchee Baie-James (municipalité). L’embouchure de ce lac Ventadour est localisée au fond d’une baie au Nord du lac, soit à :
- 8,4 km au Sud de l’embouchure de la rivière Ventadour ;
- 29,7 km au Sud-Est de l’embouchure du lac Gabriel (rivière Opawica) ;
- 50,9 km au Sud-Est de l’embouchure du lac Caopatina ;
- 92,2 km au Sud-Est du centre-ville de Chibougamau ;
- 83,8 km au Sud-Est du centre du village de Chapais (Québec) ;
- 153 km à l’Ouest du lac Saint-Jean ;
- 30,4 km au Nord du réservoir Gouin ;
- 61,2 km au Nord-Est du centre du village de Obedjiwan[1].

Les principaux bassins versants voisins du lac Ventadour sont :
- côté Nord : lac Robert (rivière Opawica), lac Rohault, lac Feuquières, lac Gabriel (rivière Opawica), rivière Opawica ;
- côté Est : rivière Normandin, rivière Marquette Ouest, lac Poutrincourt ;
- côté Sud : réservoir Gouin, rivière Wapous ;
- côté Ouest : ruisseau Eastman, lac Beaucours, rivière de la Queue de Castor, rivière Cawcot, rivière Yvonne,rivière de l'Aigle (lac Doda), lac Hébert (rivière Hébert).

## Toponymie
Le toponyme "lac Ventadour" a été officialisé le 5 décembre 1968 par la Commission de toponymie du Québec, soit lors de sa création.